# Clarkdale (Arizona)
Clarkdale is een plaats (town) in de Amerikaanse staat Arizona, en valt bestuurlijk gezien onder Yavapai County.

## Demografie
Bij de volkstelling in 2000 werd het aantal inwoners vastgesteld op 3422.
In 2006 is het aantal inwoners door het United States Census Bureau geschat op 3836, een stijging van 414 (12,1%).

## Geografie
Volgens het United States Census Bureau beslaat de plaats een oppervlakte van 19,4 km², waarvan 19,0 km² land en 0,4 km² water. Clarkdale ligt op ongeveer 1039 m boven zeeniveau.

## Plaatsen in de nabije omgeving
De onderstaande figuur toont nabijgelegen plaatsen in een straal van 32 km rond Clarkdale.